# Обруб (улица)
Улица Обруб — улица в центре Томска. Пролегает у подножия Воскресенской горы, вдоль берега реки Ушайки, от улицы Бакунина до Загорной улицы.

## Название и предыстория
Сообщение Воскресенской горы — места основания Томска — с берегом Ушайки исторически осуществляется путём, ныне являющимся частью улицы Бакунина, примыкающей к Обрубу. В связи с этим, некоторые краеведы Томска относят Обруб к числу старейших улиц города.
Название улице дано по ранее находившемуся поблизости сооружению — обрубу, представлявшему собой, по разным данным, или построенный с фортификационной целью сруб, или же — «деревянную обшивку из брёвен для закрепления обрывистого берега» от оползня. Известно, что «около Томского города сруб сделал», то есть дал распоряжение на укрепление брёвнами склона Воскресенской горы у берега Ушайки, лично воевода города князь Львов, что и было исполнено в 1678—1679 годах.
Ещё до присвоения улице официального названия, для её указания использовались нарицательные наименования, в частности — «обруб на р. Ушайке» (1811) и «обруб с правой стороны р. Ушайки» (1814). В 1853 году полицмейстер Томска выпустил «Регистр улицам, на коих следует выставить доски с обозначением наименования каждой», в этом списке, помимо прочих, числилась и улица Обруб. В официальном списке улиц города 1867 года Обруб отсутствует, но присутствует в списке домовладений 1877 года. Такое наименование улицы (в форме существительного в именительном падеже) является исключением из сложившейся в Томске традиции давать улицам названия в форме прилагательных, возможно, по этой причине в «Списке улиц и переулков г. Томска по состоянию на 4 апреля 1878 г.» улица значится как Обрубный переулок — это название являлось одним из имён улицы (наряду с нынешним вариантом и наименованием «Обрубная улица») до 1930-х годов.
В 1949 году обсуждался вопрос о переименовании улицы Обруб в улицу имени Чайковского, при этом намечалось приписать к ней и прилегающие дома, числящиеся по Базарной площади, но в итоге улицу решили не переименовывать.

## XIX век
Ушайка в районе Обруба в XIX веке использовалась горожанами для купания. Здесь же летом водовозы запасались водой. Ряд исследователей истории Томска указывают, как источник питьевой воды в этот период, находящийся рядом с Обрубом родник («Воскресенский ключ»). Рядом, на берегу Ушайки между Думским и Аптекарским (см.: Аптекарский переулок) мостами, силами города был разбит небольшой сад, который к концу XIX века пришёл в запущенное состояние.
В связи с тем, что Ушайка регулярно подмывала берег в районе Обруба, общественная управа неоднократно обращалась к здешним домовладельцам с просьбой уступить городу часть прилегающих к их домам земельных участков, для расширения улицы на две-четыре сажени.
В списке домовладений 1877 года на Обрубе значится восемь домов.
В 1870-х—1880-х годах, постепенно вытесняя старые деревянные постройки, на Обрубе появляются кирпичные здания, чьими владельцами были финансово состоятельные горожане, среди которых купцы II гильдии: Казимир Яковлевич Зеленевский (отец известного художника Казимира Зеленевского), владевший домом № 6, Г. И. Яцкович и И. Е. Тихонов, построивший в 1884 году дом № 8, который сначала использовал как чисто жилой, а в 1895 году открыл в нём конфетную фабрику с магазином, продающим, помимо конфет, пряники и бараночные изделия. В 1884 году за счёт домовладельцев улицы на Обрубе устроили деревянные тротуары.
В конце XIX века Обруб являлся «бойким местом», где в трактирах, столовых и чайных осуществлялась «дробная продажа вина и других питий распивочно». Хороший доход приносил Евграфу Кухтерину (сам владелец называл явно заниженную им цифру ежегодного дохода в 1 тысячу рублей) его, расположенное в начале улицы, трактирное заведение, не прекратившее существование даже после официального запрещения в 1881 году городскими властями продажи вина на Обрубе. Посетители часто задерживались здесь до глубокой ночи, а для «продолжения банкета» по соседству имелось несколько постоялых дворов. Так, в 1897 году такими заведениями на Обрубе, в частности, владели: Горелин (дом № 10) и Плотников (дом № 12)

## XX век
В 1906 году обсуждался проект строительства в Томске трамвайной линии из центра города к железнодорожной станции Томск через Обруб и далее по улицам Акимовской, Большой Кирпичной, Белой, населённым, в отличие от Обруба, «преимущество бедным людом». Проект был отклонён и трамвай на Обрубе не появился.
В 1909—1913 годах Обруб замостили.
В 1911 году благоустроили заброшенный прибрежный сад, которому присвоили название «Эрмитаж». Сад стал играть заметную роль в жизни Томска: летом здесь размещались рестораны со сценами, на которых проводились литературные и музыкальные представления, а зимой в саду оборудовали каток и горки, к тому же неподалёку располагался цирк, несколько электротеатров (см.: Набережная реки Ушайки) и другие увеселительные заведения.
В начале XX века далеко не самые плохие в городе, по меркам того времени, постоялые дворы сменили более фешенебельные «меблированые комнаты» (в доме Скавинского, улица Обруб, 10) и несколько гостиниц. Например, в 1913 году на Обрубе имелись гостиницы: «Новомосковские номера», «Нижний Новгород» и «Дальний Восток».
В 1914 году построен мост через Ушайку, соединивший Обруб с Протопоповским (нынешним Пионерским) переулком.
В 1917 году в доме № 10 открылся театр миниатюр, просуществовавший всего несколько месяцев.

### Советский период
В 1918 году, после установления в Томске советской власти, в бывшем здании театра миниатюр сначала разместился Совет профсоюзов (само здание в те годы называли Рабочим домом), затем — школа ФЗУ общественного питания, позже преобразованная в Томскую школу кулинарного ученичества, а в 1943 году — в техникум общественного питания. В том же, 1943, году на Обрубе появились ещё два техникума, оба в доме № 4 — энергетический («квартировал» там до 1945 года) и коммунально-строительный (переехал в 1978 году).
В 1980-х годах в бывшем доме Тихонова размещались одновременно: Томский горпромторг; Кировский райпищеторг; Машиносчётная станция управления торговли и магазин № 123 Октябрьского райпищеторга. Этот магазин, в период «сухого закона» тех лет, некоторое время был одной из немногих в Томске «точек» продающих алкогольные напитки, в результате чего у его дверей возникали большие очереди и конфликтные ситуации.
Телефонный справочник Томска по состоянию на 1 марта 1986 года сообщает о наличии на Обрубе: сберкассы № 131/076 (дом № 2); кондитерского цеха № 2 томского хлебокомбината (дом № 4) и Специального конструкторского бюро сейсмического программного обеспечения научно-производственного объединения Нефтегеофизика (дом № 10).

## Современность
В постсоветский период в доме № 8, после проведения там ремонта, разместился Томский районный суд. Здание взято под государственную охрану, одна из памятных досок на его фасаде гласит:

Памятник архитектуры федерального значения конца XIX века. Архитектурно-художественное решение здания выполнено в стиле эклектики. Охраняется государством.
В 2008 году, в новом, специально построенном, здании (дом № 2), открылась гостиница «Тоян», названная именем местного татарского князя, в ответ на челобитие которого Борисом Годуновым была подписана грамота о строительстве города Томска (см.:История Томска).
Силами общественных активистов расчищено одно из двух русел Воскресенского ключа (напротив дома № 10). Торжественное открытие возрождённого родника и его освящение Русской православной церковью состоялось 28 октября 2008 года.

## Перспективы
Территория бывшего сада «Эрмитаж» включена в проект реконструкции томских набережных, согласно которому там предполагается обустройство зоны для активного отдыха с тренажёрами для занятия стритболом, воркаутом, паркуром и скейт-парк; прогулочной зоны с кафе и детской площадкой, а также возведение вантового моста на месте разрушенного моста 1914 года постройки.